# Triplasius tinctus
Triplasius tinctus är en tvåvingeart som först beskrevs av Walker 1849.  Triplasius tinctus ingår i släktet Triplasius och familjen svävflugor. Inga underarter finns listade i Catalogue of Life.